# Ferrari 126 CK
Chronologie des modèles (1981)
Ferrari 312 T5 Ferrari 126 C2
La Ferrari 126 CK est la monoplace de Formule 1 engagée par la Scuderia Ferrari dans le cadre du championnat du monde 1981. Gilles Villeneuve et Didier Pironi, venu de Ligier, en sont les pilotes.

## Caractéristiques et performances
La Ferrari 126 CK est la première Formule 1 du constructeur propulsée par un moteur turbocompressé, solution de plus en plus répandue dans la discipline. Comme sa devancière, elle est équipée de bas de caisse à effet de sol.
Apparue dès les qualifications du Grand Prix d'Italie 1980, la 126 CK fait ses débuts en course à l'occasion du Grand Prix des États-Unis Ouest 1981. Malgré un moteur puissant doté de deux turbocompresseurs KKK, le châssis se révèle peu performant. En outre, l'écurie connait des problèmes de fiabilité tout au long de la saison. Néanmoins, cette monoplace permet à Gilles Villeneuve de remporter deux grands prix et de réaliser une pole position.

## Résultats complets en championnat du monde

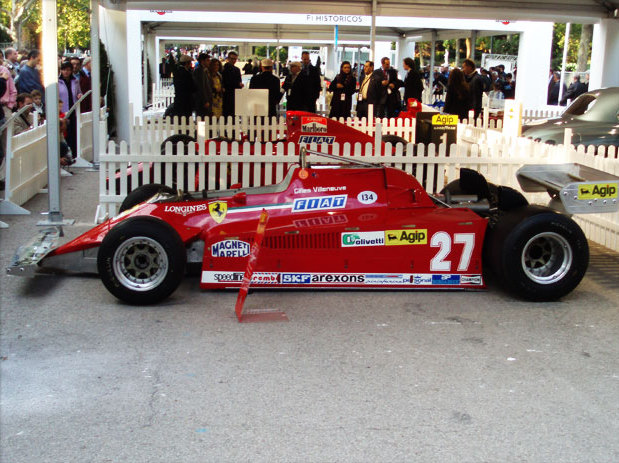
La 126 CK de Gilles Villeneuve présentée au festival de Goodwood

| Saison | Écurie                     | Moteur                | Pneus    | Pilotes           | Courses | Courses | Courses | Courses | Courses | Courses | Courses | Courses | Courses | Courses | Courses | Courses | Courses | Courses | Courses | Points inscrits | Classement |
| Saison | Écurie                     | Moteur                | Pneus    | Pilotes           | 1       | 2       | 3       | 4       | 5       | 6       | 7       | 8       | 9       | 10      | 11      | 12      | 13      | 14      | 15      | Points inscrits | Classement |
| ------ | -------------------------- | --------------------- | -------- | ----------------- | ------- | ------- | ------- | ------- | ------- | ------- | ------- | ------- | ------- | ------- | ------- | ------- | ------- | ------- | ------- | --------------- | ---------- |
| 1981   | Scuderia Ferrari SpA SEFAC | Ferrari V6 Tipo 021 T | Michelin |                   | EUO     | BRÉ     | ARG     | SMR     | BEL     | MON     | ESP     | FRA     | GBR     | ALL     | AUT     | P-B     | ITA     | CAN     | LVE     | 34              | 5e         |
| 1981   | Scuderia Ferrari SpA SEFAC | Ferrari V6 Tipo 021 T | Michelin | Gilles Villeneuve | Abd     | Abd     | Abd     | 7e      | 4e      | 1er     | 1er     | Abd     | Abd     | 10e     | Abd     | Abd     | Abd     | 3e      | Dsq     | 34              | 5e         |
| 1981   | Scuderia Ferrari SpA SEFAC | Ferrari V6 Tipo 021 T | Michelin | Didier Pironi     | Abd     | Abd     | Abd     | 5e      | 8e      | 4e      | 15e     | 5e      | Abd     | Abd     | 9e      | Abd     | 5e      | Abd     | 9e      | 34              | 5e         |

Légende : ici 